# Milesiana
Milesiana is een geslacht van weekdieren uit de klasse van de Gastropoda (slakken).

## Soort
- Milesiana schuelei (Boeters, 1981)